# Not Necessarily the News
 (mars 2021).
Si vous disposez d'ouvrages ou d'articles de référence ou si vous connaissez des sites web de qualité traitant du thème abordé ici, merci de compléter l'article en donnant les références utiles à sa vérifiabilité et en les liant à la section « Notes et références ».
Not Necessarily the News est une série télévisée de sketchs américaine en soixante-douze épisodes de 30 minutes, diffusés entre le 3 janvier 1983 et le 26 août 1990 sur HBO.

## Fiche technique
Sauf indication contraire, les informations mentionnées dans cette section peuvent être confirmées par la base de données cinématographiques IMDb,  présente dans la section « Liens externes ».
- Titre original : Not Necessarily the News
- Réalisation : Hoite C. Caston, John Moffitt, David Grossman, Tom Kramer et Paul Miller
- Scénario : Larry Arnstein, David Hurwitz, Matt Neuman, Lane Sarasohn, Rich Hall, John Moffitt, Elaine Pope, Ron Richards, Tom Kramer, Jeff Zimmer, Ian Maxtone-Graham, Billy Kimball, Al Jean, Mike Reiss, Conan O'Brien, Steve Barker, James Wendell, Joe Guppy, Duncan Scott McGibbon, Merrill Markoe, Greg Daniels, George Meyer, Richard Rosen, Steve Young, Harry Shearer, Damon Wayans, Robert Wuhl, David Sacks et Rob LaZebnik
- Photographie : Jerry Watson
- Musique : Tom Rizzo
- Casting : Paula Ferguson
- Montage : Manny Moura, Mark West et Danny White
- Décors :
- Costumes : Michael Abbott
- Production : Matt Neuman
  - Producteur associé : Christie Stentz et Nancy Kurshner
  - Producteur délégué : John Moffitt et Pat Tourk Lee
  - Coordinateur de production : Amy Kimmelman
- Sociétés de production : Moffitt-Lee Productions
- Société de distribution : HBO
- Chaîne d'origine : HBO
- Pays d'origine :  États-Unis
- Langue originale : anglais
- Genre : Sketch
- Durée : 30 minutes

## Distribution

### Acteurs principaux
- Anne Bloom : Frosty Kimelman
- Danny Breen : Steve Casper
- Lucy Webb Hayes : Helen St. Thomas
- Mitchell Laurance (en) : Pete Kimelman
- Rich Hall : lui-même
- Stuart Pankin : Bob Charles
- Audrie Neenan : Jacqueline Pennell
- Annabelle Gurwitch : elle-même
- Bill Martin : le présentateur

### Acteurs réguliers et invités
- Tom Parks : lui-même
- Merrill Markoe : elle-même
- Jan Hooks
- Sam McMurray
- Richard Rosen
- Joe Guppy
- Jon Ross
- Harry Shearer : Jim Wright
- Don Lake : Andy
- Damon Wayans : lui-même
- Don Novello : Père Guido Sarducci
- Polly Draper : Debbie
- Fred Willard : Ken
- Julia Sweeney
- Jordan Brady
- David Graf : un officier
- Elayne Boosler : Jennifer
- Paula Poundstone : une commentatrice
- Robert Wuhl : un commentateur
- Beau Weaver : un présentateur
- Aldo Ray : le président
- Jay North : lui-même
- Paul Rodriguez : Pierre
- David Lander : Ron
- Don King : lui-même
- Tom Leopold : Keith
- Art LaFleur